# Jessie Ball duPont
Jessie Ball duPont (20 de enero de 1884 - 26 de septiembre de 1970) fue una educadora y filántropa estadounidense, designada como Gran Floridana por el Departamento de Estado de Florida e incluida en el Salón de la Fama de las Mujeres de Florida.

## Biografía
Jessie Dew Ball nació en Hardings, Virginia. A los dieciocho años empezó su labor como educadora en el estado de Virginia. En 1921 contrajo matrimonio con el magnate Alfred I. du Pont, con quien se mudó a la Florida años más tarde. Allí, ayudada por su riqueza, inició su labor filantrópica, enfocada en la educación, el servicio social y las artes. Fue receptora de una gran cantidad de reconocimientos durante su carrera. Recibió trece títulos honoríficos y fue nombrada Hermana de la Venerable Orden del Hospital de San Juan de Jerusalén por la Reina Isabel II en 1963. De acuerdo con la biografía de los documentos de Jessie Ball duPont, fue "la primera mujer que sirvió en la Junta de Control del sistema de educación superior del Estado de Florida".

## Legado
Desde su muerte, varios parques y edificios han sido nombrados en su honor. En 2000 fue designada como Gran Floridana por el Departamento de Estado de Florida, y en 2001 fue incluida en el Salón de la Fama de las Mujeres de Florida.
Ball duPont se mantuvo activa en la filantropía durante muchos años antes de que problemas médicos restringieran su obra en la década de 1970. Se trasladó a Delaware, muriendo en el rancho Nemours el 26 de septiembre de 1970. Excepto por los legados personales, la mayor parte de sus activos se colocaron en el Fondo Jessie Ball duPont para continuar sus esfuerzos filantrópicos. Según esta organización, su patrimonio en ese momento era "uno de los más grandes en la historia de Florida, estimado en 42 millones de dólares".